# IdòFM
IdòFM és una emissora de ràdio independent fundada l'any 2021 a Menorca per Arnau Busom, amb l'objectiu de proporcionar un mitjà de comunicació arrelat a la realitat de l'illa i amb un enfocament cultural i en llengua menorquina. Aquesta ràdio forma part de l'associació Òmedia, creada per a impulsar projectes relacionats amb la comunicació i la cultura local. IdòFM es caracteritza per la seva voluntat de donar veu a la comunitat menorquina i promoure continguts que reflecteixin l'autèntica identitat de l'illa.

## Història
IdòFM va ser fundada amb l'objectiu de proporcionar una emissora dedicada a la cultura i les tradicions de Menorca, centrant-se en continguts específics per a l'illa. Després d'una primera experiència amb una emissora en línia l'any 2016, el projecte va evolucionar cap a una emissora independent que oferís una programació de qualitat, accessible per a tots els habitants de Menorca.
A l'any 2023, IdòFM va esdevenir una associació sense ànim de lucre sota el nom d'Òmedia, amb la finalitat d'optar a subvencions i poder operar legalment. Tot i així, IdòFM ha trobat dificultats per obtenir llicències d'FM, ja que des de 2010 no s'han convocat concursos públics per a la concessió d'aquestes llicències a les Balears. Aquesta falta de convocatòries ha limitat l'expansió de les emissores de ràdio a l'illa.

## Programació
La programació d'IdòFM està dissenyada per reflectir la diversitat cultural i social de Menorca. L'emissora segueix un model de ràdio fórmula, combinant música variada amb continguts d'interès local, com notícies, cròniques i entrevistes. A més de la música, la ràdio dedica espais a temes culturals, esdeveniments locals i altres aspectes que formen part de la vida diària a Menorca, tot mantenint un especial enfocament en la llengua menorquina.
A més de la seva programació en directe, IdòFM ha començat a expandir-se al món digital mitjançant el podcasting. Com a part de l'associació Òmedia, l'emissora ha llançat el podcast ‘A Taula!’, dedicat a la gastronomia de Menorca. Aquest podcast ofereix una mirada a les tradicions culinàries de l'illa, amb entrevistes a xefs locals, productors i altres figures vinculades al món de la gastronomia menorquina. El projecte s'ha convertit en un canal per preservar i transmetre la cultura gastronòmica de Menorca, i ha estat una de les primeres iniciatives d'IdòFM per explorar nous formats digitals.